# Salman Ansari
Salman Ansari (* 1941 in Badaun, Indien) ist ein deutscher ehemaliger Lehrer im Bereich Naturwissenschaften (Chemie) der Odenwaldschule und Autor.

## Leben und Wirken
Ansari musste 1955 mit seiner Familie nach Lahore in Pakistan fliehen und kam 1958 nach Deutschland. Ab 1962 studierte er in Karlsruhe und an der TU Darmstadt Chemie (Promotion 1974). Von 1974 bis 2005 war er Lehrer an der Odenwaldschule.
Neben seinem Chemiestudium wandte sich Ansari auch der deutschen Literatur zu. Er arbeitete von 1964 bis 1969 im Rahmen des Tutorenprogramms der Universität Karlsruhe als Tutor für Gegenwartsliteratur, veröffentlichte Besprechungen und Texte in diversen Zeitungen wie der Frankfurter Rundschau oder der Frankfurter Allgemeinen Zeitung und gestaltete Hörfunkbeiträge für den Süddeutschen Rundfunk. In dieser Zeit lernte er auch den Büchnerpreisträger Wolfgang Hildesheimer kennen. 1996 gab er Hildesheimers Schule des Sehens heraus. 2016 veröffentlichte Ansari bei Marion Bergmanns Diotima-Verlag eine literarische Autobiografie Willkommen in Germany, die seine widersprüchliche Einwurzelung in Deutschland beschreibt.
Ansaris intellektueller Schwerpunkt liegt im Formulieren eines einfachen, kindorientierten Konzepts des Lernens, vor allem für das Begreifen von Naturphänomenen. Komplexe Vermittlungsversuche etwa über abstrakte Experimente oder Kinderuniversitäten lehnt er ab. Stattdessen setzt er auf die Neugier des Kindes und dessen Fähigkeit zu staunen. „Ansaris Stärke ist es, dass er eine Menge konkreter Vorschläge macht, wie Erwachsene den Kindern helfen können, die Welt zu entdecken. In seinen ‚Forscherdialogen‘ lässt er Vogelnester bauen und Messbecher füllen, Maisfladen backen und Herbstblätter verbuddeln.“ Kinder seien von sich aus natürliche Erforscher, die Belehrungspädagogik verstelle ihnen ihren ungestörten, auch eigensinnigen Blick auf Natur. Ansari bestärkt die kleinen Forscher in ihrem Motto: „Die Kleenen wollen allet alleene machen“. Er sagt: „Das Problem des Unterrichts ist, dass die Lehrer recht haben.“
In Zusammenarbeit mit Forschungsinstituten entwickelte Ansari eine Reihe von naturwissenschaftlich-pädagogischen Projekten, etwa den „ungefächerten naturwissenschaftlichen Unterricht in der Sekundarstufe I“ oder die „Professionalisierung des Lehrerhandelns im Sachunterricht“, beides für das renommierte Leibniz-Institut für die Pädagogik der Naturwissenschaften und Mathematik. An der Odenwaldschule entwickelte er Ende der 1970er Jahre das Projekt „Verbindung allgemeinen und beruflichen Lernens: Reifeprüfung und Chemisch-Technischer Assistent“ (CTA).
Auch nach seiner Zeit an der Odenwaldschule, die seit ihrer Gründung durch Paul Geheeb als Versuchsschule für neues Lernen galt, widmete sich Ansari dem kindnahen Lernen. Er schrieb 2009 das Buch Schule des Staunens und 2013 Rettet die Neugier. In einem Langzeitprojekt berät er die multikulturellen Kindergärten Offenbachs bei der Einführung eines von Sprache und Neugier getragenen Modells des gemeinsamen Erforschens von Alltagserlebnissen. Ansari scheut auch die Konfrontation nicht. Er lehnt die Akademisierung der Kindheit ab und kritisiert das angeblich verkopfte Prinzip des „Hauses der Kleinen Forscher“. Auch das Konzept der Kinderuniversität attackierte er.

## Odenwaldschule
Ansari entwickelte sein Lernkonzept an und gegen die Odenwaldschule, wo er von 1974 bis 2005 als Lehrer arbeitete. Er war von Schulleiter Gerold Becker an die Schule geholt worden, merkte aber schnell, dass seine eigene Qualifikation als wissenschaftlicher Chemiker nichts mit dem Lernen von Kindern zu tun hatte. Gleichzeitig versagte er sich der fachlich anspruchslosen Beziehungspädagogik Beckers und monierte die „familienähnliche Struktur des Zusammenlebens von Lehrern und Schülern, die so genannte OSO-Familie“. An der damaligen reformpädagogischen Vorzeigeanstalt bestand er darauf, echte Noten zu geben und Kinder auch zu fordern.
Ansari gehörte an der Odenwaldschule zu einer Gruppe von Lehrern, die gegen den später als pädosexuell enttarnten Schulleiter Gerold Becker protestierten. Er unterstützte diese Gruppe und stellte Mitte der 1970er Jahre den Antrag, Becker wegen pädagogischer Unfähigkeit und Distanzlosigkeit zu Jugendlichen zu entlassen. Der Antrag wurde vom Trägerverein der Schule zurückgewiesen. Ein Teil der Lehrer verließ damals die Schule, Ansari blieb und übte anhaltend Kritik an Gerold Becker – ohne zu wissen, dass Becker pädophil war und sexuelle Gewalt ausübte: „Ich habe natürlich gewusst, dass dieser Schulleiter keine Distanz zu Jugendlichen hat, aber dass er Kinder sexuell missbrauchen könne, das konnte ich mir schlicht nicht vorstellen.“ Als ehemalige Schüler Gerold Beckers langjährigen sexuellen Missbrauch bekannt machten, stellte sich Ansari als einziger Lehrer bedingungslos auf die Seite der Opfer und wurde deswegen von der Lehrerschaft der Schule als Judas und Verräter beschimpft. In der Distanzlosigkeit und unkritischen Poetisierung der Reformpädagogik sieht Ansari eine der Ursachen für die endemische sexualisierte Gewalt an der Odenwaldschule.

## Schriften
- Willkommen in Germany. Novelle. Wuppertal 2016, ISBN 978-3-945315-07-1.
- Rettet die Neugier. Gegen die Akademisierung der Kindheit. Frankfurt 2013, ISBN 978-3-8105-0192-9.
- Schule des Staunens: Lernen und Forschen mit Kindern. Heidelberg 2009, ISBN 978-3-446-24726-0.
- Schule des Sehens. Frankfurt 1996, ISBN 3-458-16805-2.